# Silvana Olivera
Silvana Olivera (* 5. August 1984 in Buenos Aires) ist eine argentinische Volleyballspielerin.

## Karriere
Olivera ging im Alter von 18 Jahren aus ihrer argentinischen Heimat nach Spanien und begann bei JAV Olimpico Las Palmas ihre Karriere als Profivolleyballerin. In den folgenden Jahren blieb sie in der spanischen Liga und spielte für Marichal Teneriffa, beim Club Voleibol Aguere in San Cristóbal de La Laguna sowie bei Xacobeo 2010. Die Außenangreiferin gewann 2006 das Double aus Meisterschaft und Pokal und wurde ein Jahr später erneut spanische Meisterin. Nach einem kurzen Engagement beim deutschen Zweitligisten DJK Augsburg-Hochzoll ging sie in die Türkei zu Dicle Üniversitesi Diyarbakırspor. Von dort wechselte Olivera, die auch die spanische Staatsangehörigkeit besitzt, zum französischen Verein Pays d’Aix Venelles. 2012 wurde die Außenangreiferin vom deutschen Bundesligisten Allianz MTV Stuttgart verpflichtet, musste dort aber zunächst wegen einer Verletzung im Sprunggelenk pausieren. In der Saison 2013/14 spielte sie wieder in Frankreich bei Quimper Volley. 2014 wechselte sie erneut in die Bundesliga zu den Roten Raben Vilsbiburg. Seit Karriereende 2015 arbeitet Silvana Olivera als Personal Trainer und Sportlehrerin.